# Broken Sword: The Sleeping Dragon
Broken Sword: The Sleeping Dragon er det tredje spil i Broken Sword-serien og udkom i november, 2003. Spillet er udviklet af Revolution Software og udgivet af THQ. Spillet er banebrydende for serien, da det er det første i 3D-grafik, og uden point-and-click-styring. Rolf Saxon vendte tilbage i rollen som George Stobbart. 
| computerspil | Spire Denne computerspilsrelaterede artikel er en spire som bør udbygges. Du er velkommen til at hjælpe Wikipedia ved at udvide den. |